# Astragalus taubertianus
Astragalus taubertianus là một loài thực vật có hoa trong họ Đậu. Loài này được E.A.Durand & Barratte miêu tả khoa học đầu tiên.